# Église catholique en Arménie
L'Église catholique en Arménie (en arménien : Հայաստանում կաթոլիկ եկեղեցին, translittéré en Hayastanum kat’volik yekeghets’in), désigne l'organisme institutionnel et sa communauté locale ayant pour religion le catholicisme en Arménie.
L'Église en Arménie est sous la juridiction de deux circonscriptions ecclésiastiques qui ne sont pas soumises à une juridiction nationale au sein d'une église nationale mais sont soumises à la juridiction universelle du pape, évêque de Rome, au sein de l'« Église universelle ».
L'Église catholique est autorisée en Arménie,.
L'Église catholique est une communauté religieuse minoritaire de ce pays.

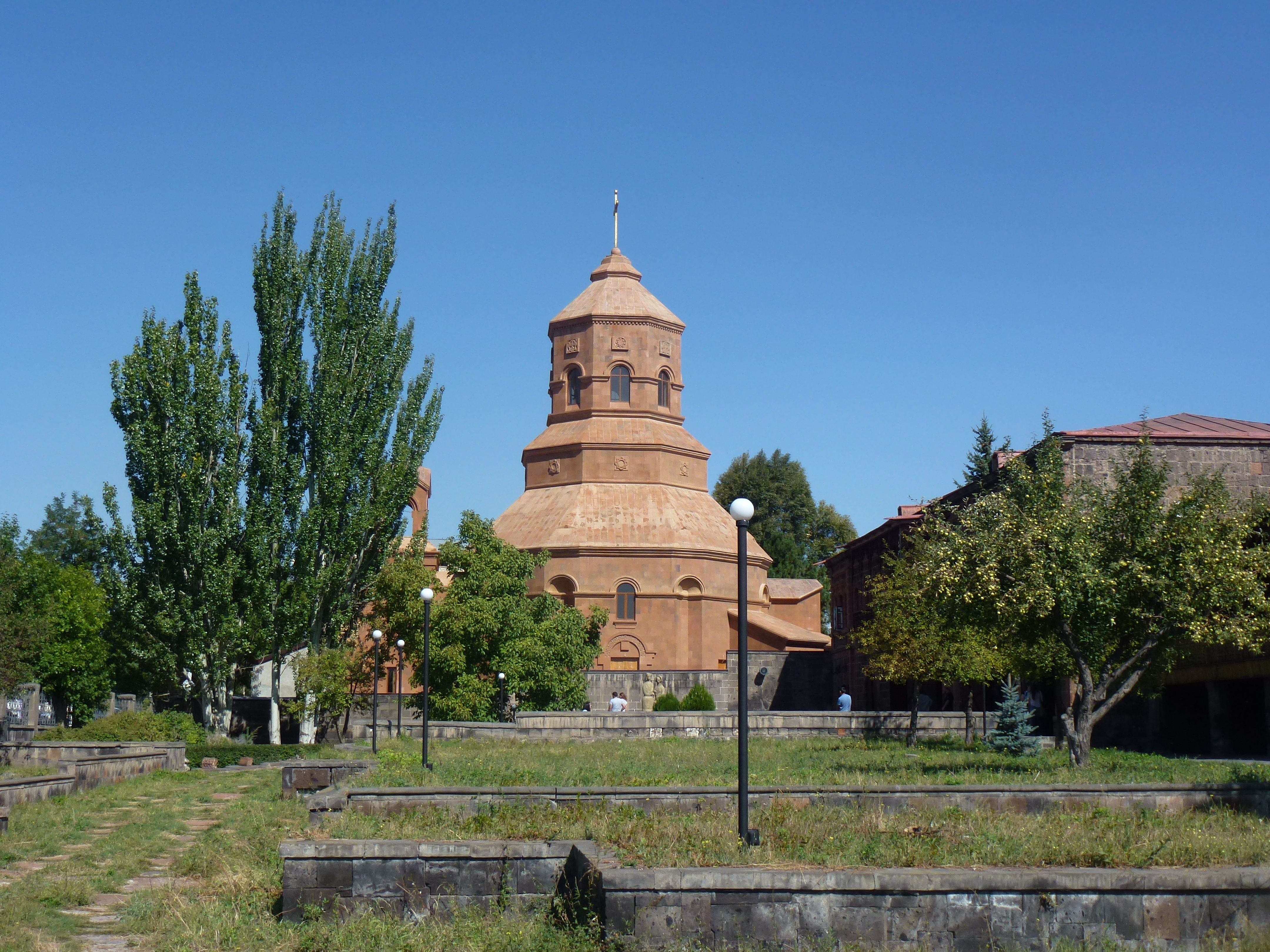
Cathédrale des Saints-Martyrs, Gyumri

## Législation en matière religieuse
Depuis 1921, l'Arménie n'a plus de religions d'État ni officielles, ce qui est confirmé par l'article 8.1 de la Constitution arménienne de 1995 : « L'Église est séparée de l'État en République d'Arménie ».
Cependant, elle favorise l’Église apostolique arménienne, qui a le droit d'assigner des représentants dans les hôpitaux, pensionnats, ou prisons, alors que les autres groupes religieux doivent en faire la demande : « La République d'Arménie reconnaît la mission exceptionnelle de la Sainte Église apostolique arménienne en tant qu'Église nationale, dans la vie spirituelle, le développement de la culture nationale et la préservation de l'identité nationale du peuple d'Arménie. ».
L'article 26 de la constitution arménienne prévoit que « Chacun a droit à la liberté de religion. Ce droit inclut la liberté de changer de religion et la liberté de manifester sa religion, individuellement ou collectivement, par la prédication, les cérémonies religieuses, et autres rites religieux. L'exercice de ce droit ne peut être restreint que par la loi dans l'intérêt de la sécurité publique, la santé, la morale ou la protection des droits ou libertés d'autrui », autorisant ainsi l'Église catholique.
Les mariages mixtes entre les apostoliques et les catholiques ne sont pas très courants[réf. souhaitée].

## Catholicisme
L'Église catholique utilise deux rites liturgiques en Arménie :
- Le rite latin, utilisé par les paroisses de l'Administration apostolique du Caucase appartenant à l'Église latine[6].
- Le rite arménien, utilisé par l'Ordinariat d’Europe orientale appartenant à l'Église catholique arménienne[7].

## Histoire
Depuis la séparation de l'Église en catholique et orthodoxe par le schisme de 1054, l’Église catholique d'Arménie est composée principalement de catholiques de rite latin; L'Église catholique arménienne de rite arménien s'est unie à Rome en 1740.
En 1996, Giuseppe Pasotto, prêtre italien, prend la tête de l'Administration apostolique du Caucase qui couvre l’Arménie, l’Azerbaïdjan et la Géorgie.
Les catholiques transcaucasiens bénéficient de la création d’un évêché en janvier 2000. Il couvre le territoire de l’Arménie et de la Géorgie et a pour cathédrale Notre-Dame de l’Assomption de Tbilissi (Géorgie) : Mgr Giuseppe Pasotto en prend la tête.

## Institutions
L'Église catholique en Arménie dispose de deux juridictions territoriales distinctes :
- 20[9] paroisses dans la partie Arménienne de l'Administration apostolique du Caucase, comprenant les Arméniens vivant sur le territoire Arménien, dont le siège est à la cathédrale de Tbilissi (Géorgie), appartenant à l'Église latine[6];
- L'Ordinariat d'Europe orientale (en) dont le siège est à Gumri (Arménie), appartenant à l'Église catholique arménienne dont le siège est à Bzommar, au Liban;

## Nonce apostolique en Géorgie et Arménie
Depuis le retour à l'indépendance de la Arménie, en 1991, cinq nonces apostoliques se sont succédé :
- Mgr Jean-Paul Gobel (7 décembre 1993 - 6 décembre 1997, nonce apostolique au Sénégal);
- Mgr Peter Zurbriggen (13 juin 1998 - 25 octobre 2001 nommé nonce apostolique en Lituanie (en))
- Mgr Claudio Gugerotti (7 décembre 2001 - 15 juillet 2011, nonce apostolique à la Biélorussie (en));
- Mgr Marek Solczyński (15 décembre 2011 - 25 avril 2017 nommé nonce apostolique en Tanzanie (en));
- Mgr José Avelino Bettencourt depuis le 1er mars 2018.

## Ecclésia
Dans une population de 3 millions où 92,6% des habitants appartiennent à l'Église apostolique arménienne et 1% à la confession protestante, l'Église catholique est une communauté religieuse ultra-minoritaire avec 13 843 catholiques (0,46 %).
Le foyer traditionnel des catholiques arméniens est la province de Shirak, plus précisément sept villages, notamment: Arevik, Panik, Lanjik, Azatan, Dzithankov, Mets Sepasar et Ashotsk. Dans la province de Lorri, les catholiques vivent dans six localités: Tachir, Katnarat, Katnaghbyur, Petrovka, Saratovka, Blagodarnoye.
Les quelques Polonais qui sont venus en Arménie, ainsi que de nouveaux immigrants catholiques (rite latin), vivent à Erevan.